# Комсомольское (Тайыншинский район)
Комсомольское (каз. Комсомольское) — упразднённое село в Тайыншинском районе Северо-Казахстанской области Казахстана. Входило в состав Рощинского сельского округа. 
Исключено из учётных данных в 2024 году.
Находится примерно в 31 км к северо-западу от города Тайынша, административного центра района, на высоте 142 метров над уровнем моря. Код КАТО — 596066300.

## Население
В 1999 году численность населения села составляла 221 человека (97 мужчин и 124 женщины). По данным переписи 2009 года, в селе проживало 70 человек (36 мужчин и 34 женщины).